# Vappu Jurkka
Vappu Jurkka (8 de noviembre de 1927 − 12 de abril de 2012) fue una actriz teatral, cinematográfica y televisiva finlandesa.

## Biografía
Su nombre completo era Vappu Sinikka Jurkka, y nació en Víborg, Finlandia, siendo sus padres los actores Eino Jurkka (1894–1953) y Emmi Jurkka (1899–1990). Tuvo un hermano mayor, el actor Sakari Jurkka (1923–2012), y uno menor, el también actor Jussi Jurkka (1930–1982).
Eino Jurkka, que era director en Helsinki del Teatro Helsingin Kansanteatteri-Työväenteatteri, consiguió que su hija asistiera a las clases de la Academia de Teatro de la Universidad de las Artes de Helsinki
junto a sus hermanos Jussi y Sakari. Su primer papel de interés llegó en el Kansanteatteri con la obra de Minna Canth Anna Liisa.
Vappu Jurkka fundó junto a su madre el Teatteri Jurkka en 1953. Aunque Emmi Jurkka dirigió el teatro en un principio, Vappu se hizo cargo de la gestión entre 1981 y 1993. Además, trabajó en una gira de monólogos dentro de la compañía del Thespis-teatteri, y fue actriz cinematográfica y televisiva. En esta última faceta se la recuerda como abuela en la serie Ruusun aika, emitida a principios de los años 1990.
Desde finales de los años 1950 hasta la muerte de él en 1994, la actriz convivió con el artista visual y escritor Rolf Sandqvist. Fueron hijos suyos el director y actor teatral Ville Sandqvist (nacido en 1960), y Kalle Sandqvist (1964), que trabajó en la gestión del Teatro Jurkka.
Vappu Jurkka falleció en el distrito Vuosaari de Helsinki en abril del año 2012.